# نووتومباگوشوو
نووتومباگوشوو (انگلیسی: Novotumbagushevo) یک شهرک در شهرستان شارانسکی استان باشقیرستان کشور روسیه است.